# Codorniz
Codorniz è un comune spagnolo di 463 abitanti situato nella comunità autonoma di Castiglia e León.